# Presidencia de George W. Bush
La presidencia de George W. Bush, comenzó con su primera toma de posesión el 20 de enero de 2001 y finalizó el 20 de enero de 2009. Bush, un republicano de Texas, asumió el cargo luego de su estrecha victoria en el colegio electoral sobre el entonces vicepresidente demócrata Al Gore en las elecciones presidenciales de 2000. Cuatro años más tarde, en las elecciones presidenciales de 2004, derrotó por poco al candidato demócrata John Kerry y ganó la reelección. Junto con la presidencia de Bush, el Partido Republicano también mantuvo su mayoría en la Cámara de Representantes bajo el presidente Dennis Hastert y en el Senado bajo el líder de la mayoría del Senado Bill Frist durante el 108º y 109º Congreso de los Estados Unidos. Bush cumplió dos mandatos y fue sucedido por el demócrata Barack Obama, quien ganó las elecciones presidenciales de 2008. Es el hijo mayor del 41º presidente de los Estados Unidos, George H.W. Bush.
Un acontecimiento decisivo que transformó la administración de Bush fueron los ataques terroristas del 11 de septiembre de 2001. Después de esto, el Congreso creó el Departamento de Seguridad Nacional y Bush declaró una guerra global contra el terrorismo. Ordenó una invasión de Afganistán en un esfuerzo por derrocar a los talibanes, destruir al-Qaeda y capturar a Osama bin Laden. También firmó la controvertida Ley Patriota para autorizar la vigilancia de presuntos terroristas. En 2003, Bush ordenó una invasión de Irak, alegando que el régimen de Sadam Huseín poseía armas de destrucción masiva. Las críticas fueron varias cuando no se encontraron reservas de armas de destrucción masiva ni evidencia de una relación operativa con Al Qaeda. Antes del 11 de septiembre, Bush había impulsado un aumento de 1,3 millones de dólares en el PIB. un programa de reducción de impuestos de un billón y la ley Que Ningún Niño Se Quede Atrás, un importante proyecto de ley sobre educación. También impulsó iniciativas socialmente conservadoras, como la Ley de Prohibición del Aborto por Nacimiento Parcial y las iniciativas de bienestar basadas en la fe. También en 2003, firmó la Ley de Mejora y Modernización de Medicamentos Recetados de Medicare, que creó la Parte D de Medicare.
Durante su segundo mandato, Bush alcanzó múltiples acuerdos de libre comercio y nominó con éxito a John Roberts y Samuel Alito para la Corte Suprema. Buscó cambios importantes en las leyes de seguridad social y de inmigración, pero ambos esfuerzos fracasaron. Las guerras en Afganistán e Irak continuaron, y en 2007 se lanzó un aumento de tropas en Irak. La respuesta de la administración Bush al huracán Katrina y la polémica destitución de los fiscales de Estados Unidos fueron objeto de críticas, con una caída en sus índices de aprobación. La crisis financiera de 2008 dominó sus últimos años en el cargo, mientras los responsables políticos buscaban evitar un desastre económico mayor, y él estableció el Programa de Alivio de Activos en Problemas (TARP, por su sigla en inglés) para comprar activos tóxicos de las instituciones financieras.
En varios momentos de su presidencia, Bush fue uno de los presidentes más populares e impopulares de la historia de Estados Unidos. Recibió los índices de aprobación más altos registrados tras los ataques del 11 de septiembre, pero también uno de los más bajos durante la guerra de Irak y la crisis financiera de 2008. Aunque el sentimiento público hacia Bush ha mejorado desde que dejó el cargo, su presidencia ha sido generalmente calificada como inferior a la media por los académicos.

## Principales cuestiones en la presidencia
| Acciones de Política Exterior - Respuesta a los Atentados del 11 de septiembre de 2001 - Declaración de la Guerra contra el terrorismo - Guerra de Afganistán contra Osama bin Laden, Al Qaeda, y el gobierno Talibán. - Invasión de Irak de 2003 y la Guerra de Irak contra Sadam Husein y el gobierno liderado por Partido Socialista Árabe Baath - Acuerdo entre las fuerzas de EE. UU.—Irak - Establecimiento de prisión a sospechosos de terrorismo en el Centro de detención de Guantánamo - Ley Patriótica - Establecimiento del Departamento de Seguridad Nacional de los Estados Unidos - Establecimiento de la Oficina del Director de Inteligencia Nacional - Plan de emergencia del Presidente para la Reducción del SIDA - Tratado de Libre Comercio entre Estados Unidos, Centroamérica y República Dominicana Acciones de Economía Política - Respuesta a la recesión de inicios del 2000 - Ley Reconciliatoria de Crecimiento Económico y Reducción Fiscal del 2001 - Ley de Creación de Empleos y Asistencia al Trabajador del 2002 - Ley Reconciliatoria de Empleos, Crecimiento y Reducción Fiscal del 2003 - Respuesta a la recesión de finales del 2000 - Ley de Estímulo Económico del 2008 - Ley Pública 110-343 - Div. A: Ley de Estabilización Económica de Emergencia del 2008 - Div. B: Ley de Mejoramiento y Extensión de Energía del 2008 - Div. C: Ley de Ayuda de Extensión y Mínimos Impuestos del 2008 Acciones de Política Doméstica - Educación - Ley que ningún niño se quede atrás - Política Social - Ley de Prohibición al Aborto de «Nacimiento‑Parcial» - Establecimiento de la Oficina de la Casa Blanca de Sociedades Basadas en Fe o en Vecindarios - Otros - Respuesta al Huracán Katrina - Creación de Medicare Parte D | George W. Bush firmó varios tratados internacionales, incluyendo pero no limitados a: - Tratado de Reducciones de Ofensivas Estratégicas (2002); mejor conocido como el Tratado de Moscú, los Estados Unidos y Rusia accedieron a un límite en su arsenal nuclear de 1700-2200 cabezas nucleares operacionalmente desplegables. - Convención de Estocolmo (2001) - Cooperación Internacional de Crímenes Computarizados (2001) - Involucramiento de Niños en Conflictos Armados (2000) - Venta de Niños, Prostitución Infantil y Pornografía (2000) |

## Administración y Gabinete

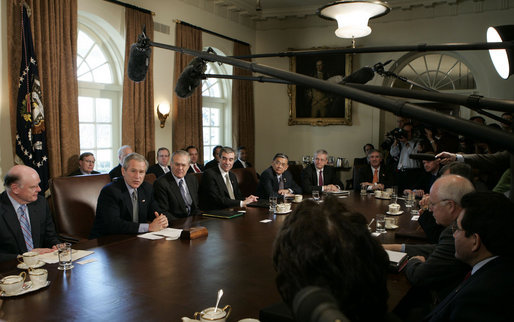
Junta del gabinete.

## Medio ambiente

Junta del gabinete.

## Resultados Económicos
| Variable                                          | Inicio Presidencia: Enero 2001 | Fin Presidencia: Enero 2009 | Variación (%) |
| ------------------------------------------------- | ------------------------------ | --------------------------- | ------------- |
| Empleos (en millones)                             | 132.7                          | 134.0                       | +1%           |
| Tasa de desempleo                                 | 4.2 %                          | 7.8 %                       | +3.6 puntos   |
| Desempleados (en millones)                        | 6.0                            | 12.0                        | +100 %        |
| Índice de Precios al Consumidor                   | 175.600                        | 211.933                     | +20.7 %       |
| PIB real (en billones USD)                        | 13.3 (Q4 2000)                 | 15.4 (Q4 2008)              | +15.8 %       |
| PIB real per capita (en USD)                      | $46 777 (Q4 2000)              | $50 281 (Q4 2008)           | +7.5 %        |
| Deuda Federal (en billones USD)                   | 5.7 (Q4 2000)                  | 10.7 (Q4 2008)              | +87 %         |
| Deuda Federal (como % de PIB)                     | 54.3 % (Q4 2000)               | 73.2 % (Q4 2008)            | +18,9 puntos  |
| Balance presupuestario (en miles de millones USD) | +236.2 (superávit fiscal)      | -458.6 (déficit fiscal)     | -294 %        |
| Balance presupuestario (como % de PIB)            | +2.3 % (superávit fiscal)      | -3.1 % (déficit fiscal)     | -5.4 puntos   |
| Balanza comercial (en miles de millones USD)      | -381.1                         | -740.9                      | -94.4 %       |
| Balanza comercial (como % de PIB)                 | -3.72 %                        | -5.02 %                     | -1.3 puntos   |
| índice de Gini                                    | 40.1                           | 40.8                        | +0.7 puntos   |

## Legislación importante

### Legislación firmada
| - Mayo 26: Los Recortes de Impuestos de Bush [HR 1836] (a través del proceso de reconciliación) - Junio 7: Ley Reconciliatoria de Crecimiento Económico y Reducción Fiscal del 2001 - Septiembre 18: Autorización para el Uso de Fuerzas Militares contra Terroristas - Septiembre 28: Ley de Implementación del Tratado de Libre Comercio de Jordania-Estados Unidos - Octubre 26: Ley Patriótica - Noviembre 28: Ley de No Discriminación al Impuesto sobre Internet - Enero 8: Ley que ningún niño se quede atrás - Marzo 9: Ley de Creación de Empleos y Asistencia al Trabajador del 2002 - Marzo 27: Ley de Reforma de la Campaña Bipartidista - Mayo 13: Ley de Inversión en Seguridad Agrícola y Rural - Julio 30: Ley Sarbanes-Oxley - Octubre 16: Resolución Conjunta para Autorizar el Uso de las Fuerzas Armadas de los Estados Unidos contra Irak - Octubre 29: Ley «Help America Vote» - Noviembre 25: Ley de Seguridad Nacional - Marzo 11: Registro Nacional de «No Llamar» - Abril 30: Ley PROTECT del 2003 (Remedios Fiscales y Otras Herramientas para terminar con la Explotación de Niños Hoy, por sus siglas en inglés) (véase también Edad de consentimiento sexual) - Mayo 23 : Los Recortes de Impuestos de Bush del 2003 [HR 2] (a través del proceso reconciliatorio) - Mayo 27: Ley de Liderazgo de los Estados Unidos contra el VIH/SIDA, Tuberculosis y Malaria del 2003 - Mayo 28: Ley Reconciliatoria de Empleos, Crecimiento y Reducción Fiscal del 2003 - Septiembre 3: Ley de Implementación del Tratado de Libre Comercio Chile-Estados Unidos - Septiembre 3: Ley de Implementación del Tratado de Libre Comercio Singapur-Estados Unidos - Octubre 1: Ley de Apropiación de Seguridad Nacional del 2004 - Noviembre 5: Ley de Prohibición al Aborto de «Nacimiento-Parcial» - Diciembre 3: Ley de Restauración de Bosques Saludables del 2003 - Diciembre 8: Ley de Prescripción, Mejoramiento y Modernización de Drogas Medicare - Diciembre 16: Ley de Control del Ataque de Pornografía y Publicidad No Solicitada (CAN-SPAM) - Abril 1: Ley de Víctimas de la Violencia No Natas (Ley de Laci and Conner) - Julio 17: Ley de Implementación del Tratado de Libre Comercio Estados Unidos-Marruecos - Agosto 3: Ley de Implementación del Tratado de Libre Comercio de Estados Unidos-Australia - Octubre 18: Ley de Apropiación de Seguridad Nacional del 2005 - Diciembre 17: Ley de Reforma de Inteligencia y Prevención del Terrorismo del 2004 | - Febrero 18: Ley de Justicia de Acción Popular del 2005 - Abril 20: Ley de Prevención del Abuso de la Bancarrota y Protección al Consumo del 2005 - Mayo 11: Ley de Prevención al Incremento del Impuesto y Reconciliación [HR 4297] (a través del proceso reconciliatorio) - Agosto 2: Ley de Implementación del Tratado de Libre Comercio entre Estados Unidos, Centroamérica y República Dominicana - Agosto 8: Ley de Política Energética del 2005 - Agosto 10: Ley de Equidad del Transporte Seguro, Responsable, Flexible y Eficiente del 2005 (SAFETEA) - Octubre 26: Ley de Protección del Comercio Legal en Armas - Diciembre 21: Ley de Reducción del Déficit [H. Con Res. 95] (a través del proceso reconciliatorio) - Enero 11: Ley de Implementación del Tratado de Libre Comercio Estados Unidos-Baréin - Marzo 9: Acta de Mejoramiento y Reautorización de la Ley Patriótica - Julio 27: Adam Walsh Child Protection and Safety Act Ley Adam Walsh de Protección y Seguridad a Niños - Agosto 17: Ley de Protección a la Pensión del 2006 - Septiembre 30: Ley de Libertad y Apoyo a Irán - Octubre 4: Department of Homeland Security Appropriations Act, 2007 Ley de Apropiación del Departamento de Seguridad Nacional del 2007 - Octubre 17: Ley de Comisiones Militares del 2006 - Octubre 26: Ley del Cerco Seguro del 2006 - Mayo 25: Ley de Preparación de Tropas Estadounidenses, Cuidado a los Veteranos, Recuperación de Katrina y Responsabilidad por Irak del 2007 - Diciembre 19: Ley de Independencia y Seguridad Energética del 2007 - Enero 28: Ley de Autorización de la Defensa Nacional por el Año Fiscal 2008 - Febrero 13: Ley de Estímulo Económico del 2008 - Octubre 3: Ley Pública 110-343 - - Div. A: Ley de Estabilización Económica de Emergencia del 2008 - Div. B: Ley de Mejoramiento y Extensión de Energía del 2008 - Div. C: Ley de Ayuda de Extensión y Mínimos Impuestos del 2008 |